# Obion
Obion é uma cidade  localizada no estado norte-americano de Tennessee, no Condado de Obion.

## Demografia
Segundo o censo norte-americano de 2000, a sua população era de 1134 habitantes.
Em 2006, foi estimada uma população de 1104, um decréscimo de 30 (-2.6%).

## Geografia
De acordo com o United States Census Bureau tem uma área de
3,1 km², dos quais 3,1 km² cobertos por terra e 0,0 km² cobertos por água. Obion localiza-se a aproximadamente 87 m acima do nível do mar.

## Localidades na vizinhança
O diagrama seguinte representa as localidades num raio de 20 km ao redor de Obion.